# المنزل (الرضمة)

تعديل مصدري - تعديل

المنزل هي إحدى قرى عزلة عجيب بمديرية الرضمة التابعة لمحافظة إب، بلغ تعداد سكانها 354 نسمة حسب تعداد اليمن لعام 2004.